# Александровка (Азовський німецький національний район)
Александровка (рос. Александровка) — село у Азовському німецькому національному районі Омської області Російської Федерації.
Належить до муніципального утворення Александровське сільське поселення. Населення становить 1284 особи.

## Історія
Згідно із законом від 30 липня 2004 року органом місцевого самоврядування є Александровське сільське поселення.

## Населення
| 1897  | 1911  | 1920  | 1926  | 1939  | 1970  | 1979  |
| ----- | ----- | ----- | ----- | ----- | ----- | ----- |
| 850   | ↗1528 | ↗1589 | ↗1700 | ↗1729 | ↘1587 | ↘1387 |
| 1989  | 1992  | 2002  | 2006  | 2010  |       |       |
| ↗1503 | ↘1460 | ↘1433 | ↘1361 | ↘1284 |       |       |